# Quintus Lutatius Catulus
Quintus Lutatius Catulus (den äldre), född cirka 150 f.Kr., död 87 f.Kr., var en romersk fältherre samt konsul tillsammans med Marius år 102 f.Kr. och far till Quintus Lutatius Catulus (den yngre). I de romerska inbördesstriderna på 80-talet f.Kr. tog han ställning mot den med Marius allierade Cinna och tvingades efter Marius seger att begå självmord.